# Jack Rosendaal
Jacobus Cornelius (Jack) Rosendaal (Apeldoorn, 12 september 1973) is een Nederlandse oud-atleet, die gespecialiseerd was in de tienkamp.

## Loopbaan
Rosendaal vertegenwoordigde Nederland op de Olympische Spelen van Atlanta in 1996. Daar eindigde hij als 21e. De andere Nederlandse tienkamper Marcel Dost werd 18e met 8111 punten. Rosendaal: 'Het was mijn eerste echte internationale wedstrijd. Hoewel ik bij hoogspringen last kreeg van mijn enkel, presteerde ik daar voor mijn doen toch goed, ik haalde 8035 punten. Er gingen 22 atleten over de 8000 punten. Ongelooflijk, dat is echt een tijdperk geweest. Word je 21ste, en kun je zeggen: wat heb je nou gepresteerd? Maar als je dat vergelijkt met nu valt het mee. Iedereen was toen onwijs goed.'
Zijn beste prestatie leverde Rosendaal twee jaar later, toen de Nederlandse mannen-meerkampploeg bij de Europa Cup meerkampwedstrijd in Tallinn in de eindklassering een tweede plaats bereikte, op slechts 95 punten achterstand van winnaar Tsjechië. In het individuele klassement eindigde Rosendaal met een pr-totaal van 8269 punten op een derde plaats, achter winnaar Erki Nool uit Estland en tweede man Roman Šebrle. Deze klassering was des te opmerkelijker, omdat tijdens de wedstrijd Nederlands voornaamste troef Chiel Warners bij het polsstokhoogspringen zijn aanvangshoogte miste. Rosendaal, Marcel Dost (10e met 7839 p) en Bart Bennema (11e met 7771 p) stelden vervolgens echter de tweede plaats voor Nederland veilig, vóór sterke meerkamplanden als Frankrijk (derde) en Duitsland (zesde). Een maand later behaalde Jack Rosendaal op de Europese kampioenschappen in Boedapest op de tienkamp een elfde plaats met een totaal van 8135 punten.
Met zijn beste prestatie uit 1998 staat Rosendaal op de nationale 'Top 10 Aller Tijden' nog steeds (peildatum december 2011) op de vierde plaats.

## Nederlandse kampioenschappen
Outdoor
| Onderdeel | Jaar       |
| --------- | ---------- |
| tienkamp  | 1996, 1999 |

Indoor
| Onderdeel | Jaar |
| --------- | ---- |
| zevenkamp | 1996 |

## Persoonlijke records
Outdoor
| Onderdeel            | Prestatie | Datum         | Plaats   |
| -------------------- | --------- | ------------- | -------- |
| 100 m                | 11,09 s   | 18 mei 1996   | Enschede |
| 400 m                | 49,41 s   | 18 mei 1996   | Enschede |
| 1500 m               | 4.22,38   | 29 juni 1997  | Oulu     |
| 110 m horden         | 14,25 s   | 2 juni 1996   | Den Haag |
| hoogspringen         | 2,08 m    | 18 mei 1996   | Enschede |
| polsstokhoogspringen | 5,00 m    | 22 juni 1997  | Vught    |
| verspringen          | 7,33 m    | 31 juli 1996  | Atlanta  |
| kogelstoten          | 14,42 m   | 16 mei 1998   | Hoorn    |
| discuswerpen         | 47,18 m   | 9 mei 1999    | Zwolle   |
| speerwerpen          | 67,82 m   | 5 juli 1998   | Tallinn  |
| tienkamp             | 8269 p    | 4/5 juli 1998 | Tallinn  |

Indoor
| Onderdeel            | Prestatie | Datum              | Plaats    |
| -------------------- | --------- | ------------------ | --------- |
| 60 m                 | 7,23 s    | 29 januari 2000    | Zaragossa |
| 1000 m               | 2.45,10   | 4 februari 2001    | Tallinn   |
| 60 m horden          | 8,05 s    | 15 februari 1998   | Den Haag  |
| hoogspringen         | 2,08 m    | 29 januari 2000    | Zaragossa |
| verspringen          | 7,30 m    | 23 februari 1997   | Den Haag  |
| polsstokhoogspringen | 4,90 m    | 22 december 1996   | Dortmund  |
| kogelstoten          | 13,85 m   | 29 januari 2000    | Zaragossa |
| zevenkamp            | 5552 p    | 20/21 januari 1996 | Zwolle    |